# あんさんぶるスターズ!のディスコグラフィ
あんさんぶるスターズ!のディスコグラフィでは、Happy Elements カカリアスタジオが提供しているスマートフォンゲーム『あんさんぶるスターズ!』およびそのリニューアル版『あんさんぶるスターズ!!』、それらを元にした派生作品に関連するCD作品について記述する。発売元はゲームおよびアニメ版のCDはフロンティアワークス、舞台版の「オン・ステージ」のCDがマーベラスで劇団「ドラマティカ」のCDが劇団『ドラマティカ』製作委員会、DJCDはオーバーラップ。

## シングル（ゲーム）

### ユニットソングCD
- あんさんぶるスターズ! ユニットソングCD
- あんさんぶるスターズ! ユニットソングCD 2ndシーズン
- あんさんぶるスターズ! ユニットソングCD 3rdシーズン
- あんさんぶるスターズ! ユニットCD Extra

### ESアイドルソング
- あんさんぶるスターズ!! ESアイドルソング season1
  - あんさんぶるスターズ!! ESアイドルソング Extra Jin & Akiomi
  - あんさんぶるスターズ!! アプリ主題歌「BRAND NEW STARS!!」
- あんさんぶるスターズ!! ESアイドルソング season2
  - あんさんぶるスターズ!! ESアイドルソング Extra fine & Eden
- あんさんぶるスターズ!! ESアイドルソング season3
  - あんさんぶるスターズ!! ESアイドルソング Extra オルタード & fine-O

### シャッフルユニットソングコレクション

#### vol.01
2021年1月27日発売。羽風薫、守沢千秋、椎名ニキ、逆先夏目、天満光の「√AtoZ」、遊木真、瀬名泉、仁兎なずな、神崎颯馬、HiMERUの「XXVeil」、姫宮桃李、白鳥藍良、紫之創、春川宙の「Branco」の通常ユニットとは異なるシャッフルユニットのシングル楽曲を収録。
収録曲
1. デートプランA to Z
歌：√AtoZ（羽風薫、守沢千秋、椎名ニキ、逆先夏目、天満光）
作詞：こだまさおり、作曲：Tom-H@ck、編曲：KanadeYUK
2. Midnight Butlers
歌：XXVeil（遊木真、瀬名泉、仁兎なずな、神崎颯馬、HiMERU）
作詞：こだまさおり、作曲・編曲：baker
3. Sweet Sweet White Song
歌：Branco（姫宮桃李、白鳥藍良、紫之創、春川宙）
作詞：松井洋平、作曲・編曲：月蝕會議
4. デートプランA to Z（カラオケVer.）
5. Midnight Butlers（カラオケVer.）
6. Sweet Sweet White Song（カラオケVer.）

#### vol.02
2022年2月9日発売。高峯翠、衣更真緒、月永レオ、蓮巳敬人、天祥院英智の「Ring.A.Bell」、巴日和、風早巽、氷鷹北斗、深海奏汰、鳴上嵐の「月都スペクタクル」、朔間零、朔間凛月、桜河こはく、乱凪砂、礼瀬マヨイの「La Mort」の通常ユニットとは異なるシャッフルユニットのシングル楽曲を収録。
収録曲
1. Aisle, be with you
歌：Ring.A.Bell（高峯翠、衣更真緒、月永レオ、蓮巳敬人、天祥院英智）
作詞：松井洋平、作曲：本多友紀（Arte Refact）、編曲：酒井拓也（Arte Refact）
2. ムーンライトディスコ
歌：月都スペクタクル（巴日和、風早巽、氷鷹北斗、深海奏汰、鳴上嵐）
作詞：こだまさおり、作曲・編曲：BRADIO
3. Noir Neige
歌：La Mort（朔間零、朔間凛月、桜河こはく、乱凪砂、礼瀬マヨイ）
作詞：hotaru（TaWaRa）、作曲：Tom-H@ck（TaWaRa）、編曲：KanadeYUK（TaWaRa）
4. Aisle, be with you（カラオケVer.）
5. ムーンライトディスコ（カラオケVer.）
6. Noir Neige（カラオケVer.）

#### vol.03
2023年3月17日発売。日々樹渉、葵ひなた、仙石忍、天城一彩、影片みかの「Puffy☆Bunny」、鬼龍紅郎、三毛縞斑、南雲鉄虎、乙狩アドニス、漣ジュンの「舞闘会」、青葉つむぎ、斎宮宗、大神晃牙、朱桜司、葵ゆうたの「BLEND+」、天城燐音、真白友也、明星スバル、伏見弓弦、七種茨の「Flambé！」の通常ユニットとは異なるシャッフルユニットのシングル楽曲を収録。
収録曲
1. パラダイム・リバーシ!
歌：Puffy☆Bunny（日々樹渉、葵ひなた、仙石忍、天城一彩、影片みか）
作詞：松井洋平、作曲：福田陽司、編曲：河合泰志（Arte Refact）
2. FIST OF SOUL
歌：舞闘会（鬼龍紅郎、三毛縞斑、南雲鉄虎、乙狩アドニス、漣ジュン）
作詞：松井洋平、作曲・編曲：ゆよゆっぺ
3. Heart aid Cafeteria
歌：BLEND+（青葉つむぎ、斎宮宗、大神晃牙、朱桜司、葵ゆうた）
作詞：こだまさおり、作曲・編曲：北川勝利
4. Have you been naughty or nice?
歌：Flambé！（天城燐音、真白友也、明星スバル、伏見弓弦、七種茨）
作詞：松井洋平、作曲・編曲：堀江晶太
5. パラダイム・リバーシ!（カラオケVer.）
6. FIST OF SOUL（カラオケVer.）
7. Heart aid Cafeteria（カラオケVer.）
8. Have you been naughty or nice?（カラオケVer.）

### FUSION UNIT SERIES

#### 01 Switch×Eden
2021年6月9日発売。「Switch」と「Eden」の混合ユニットのシングル楽曲を収録。
収録曲
「Majestic Magic」は混合ユニットの楽曲だが、6周年楽曲「FUSIONIC STARS!!」はそれぞれのユニットに分かれたものが収録されている。
1. Majestic Magic
歌：Switch×Eden
作詞：松井洋平、作曲：C.ON＆Toru Ishikawa、編曲：C.ON
2. FUSIONIC STARS!! - Switch ver. -
歌：Switch
作詞：こだまさおり、作曲：大熊淳生 (Arte Refact)、編曲：大熊淳生＆脇眞富 (Arte Refact)
3. FUSIONIC STARS!! - Eden ver. -
歌：Eden
作詞：こだまさおり、作曲：大熊淳生 (Arte Refact)、編曲：大熊淳生＆河合泰志 (Arte Refact)
4. Majestic Magic（カラオケVer.）
5. FUSIONIC STARS!! - Switch ver. -（カラオケVer.）
6. FUSIONIC STARS!! - Eden ver. -（カラオケVer.）

#### 02 Ra*bits×Double Face
2021年7月22日発売。「Ra*bits」と「Double Face」の混合ユニットのシングル楽曲を収録。
収録曲
「ポケットに宇宙」は混合ユニットの楽曲だが、6周年楽曲「FUSIONIC STARS!!」はそれぞれのユニットに分かれたものが収録されている。
1. ポケットに宇宙
歌：Ra*bits×Double Face
作詞：こだまさおり、作曲・編曲：ミト（クラムボン）
2. FUSIONIC STARS!! - Ra*bits ver. -
歌：Ra*bits
作詞：こだまさおり、作曲：大熊淳生 (Arte Refact)、編曲：大熊淳生＆矢鴇つかさ (Arte Refact)
3. FUSIONIC STARS!! - Double Face ver. -
歌：Double Face
作詞：こだまさおり、作曲：大熊淳生 (Arte Refact)、編曲：大熊淳生＆伊藤和馬 (Arte Refact)
4. ポケットに宇宙（カラオケVer.）
5. FUSIONIC STARS!! - Ra*bits ver. -（カラオケVer.）
6. FUSIONIC STARS!! - Double Face ver. -（カラオケVer.）

#### 03 ALKALOID×Valkyrie
2021年9月9日発売。「ALKALOID」と「Valkyrie」の混合ユニットのシングル楽曲を収録。
商品ブックレットの歌詞に誤表記があることが判明し、お詫びと訂正（＜正＞【Valkyrie】溢れる創造の歓びで）がサイトに掲載、また良品ブックレットを交換対応した。
収録曲
「Artistic Partisan」は混合ユニットの楽曲だが、6周年楽曲「FUSIONIC STARS!!」はそれぞれのユニットに分かれたものが収録されている。
1. Artistic Partisan
歌：ALKALOID×Valkyrie
作詞：松井洋平、作曲・編曲：大熊淳生 (Arte Refact)
2. FUSIONIC STARS!! - ALKALOID ver. -
歌：ALKALOID
作詞：こだまさおり、作曲：大熊淳生 (Arte Refact)、編曲：大熊淳生＆脇眞富 (Arte Refact)
3. FUSIONIC STARS!! - Valkyrie ver. -
歌：Valkyrie
作詞：こだまさおり、作曲：大熊淳生 (Arte Refact)、編曲：大熊淳生＆原田篤 (Arte Refact)
4. Artistic Partisan（カラオケVer.）
5. FUSIONIC STARS!! - ALKALOID ver. -（カラオケVer.）
6. FUSIONIC STARS!! - Valkyrie ver. -（カラオケVer.）

#### 04 Trickstar×fine
2021年10月23日発売。「Trickstar」と「fine」の混合ユニットのシングル楽曲を収録。
収録曲
「Crossing×Heart」は混合ユニットの楽曲だが、6周年楽曲「FUSIONIC STARS!!」はそれぞれのユニットに分かれたものが収録されている。
1. Crossing×Heart
歌：Trickstar×fine
作詞：こだまさおり、作曲・編曲：KoTa
2. FUSIONIC STARS!! - Trickstar ver. -
歌：Trickstar
作詞：こだまさおり、作曲：大熊淳生 (Arte Refact)、編曲：大熊淳生＆脇眞富 (Arte Refact)
3. FUSIONIC STARS!! - fine ver. -
歌：fine
作詞：こだまさおり、作曲：大熊淳生 (Arte Refact)、編曲：大熊淳生＆原田篤 (Arte Refact)
4. Crossing×Heart（カラオケVer.）
5. FUSIONIC STARS!! - Trickstar ver. -（カラオケVer.）
6. FUSIONIC STARS!! - fine ver. -（カラオケVer.）

#### 05 UNDEAD×紅月
2021年12月9日発売。「UNDEAD」と「紅月」の混合ユニットのシングル楽曲を収録。
収録曲
「PERFECTLY-IMPERFECT」は混合ユニットの楽曲だが、6周年楽曲「FUSIONIC STARS!!」はそれぞれのユニットに分かれたものが収録されている。
1. PERFECTLY-IMPERFECT
歌：UNDEAD×紅月
作詞・作曲：草野華余子、編曲：草野華余子＆岸田（岸田教団&THE明星ロケッツ）
2. FUSIONIC STARS!! - UNDEAD ver. -
歌：UNDEAD
作詞：こだまさおり、作曲：大熊淳生 (Arte Refact)、編曲：大熊淳生＆原田篤 (Arte Refact)
3. FUSIONIC STARS!! - 紅月 ver. -
歌：紅月
作詞：こだまさおり、作曲・編曲：大熊淳生 (Arte Refact)
4. PERFECTLY-IMPERFECT（カラオケVer.）
5. FUSIONIC STARS!! - UNDEAD ver. -（カラオケVer.）
6. FUSIONIC STARS!! - 紅月 ver. -（カラオケVer.）

#### 06 流星隊×Knights
2022年1月22日発売。「流星隊」と「Knights」の混合ユニットのシングル楽曲を収録。
収録曲
「青春Emergency」は混合ユニットの楽曲だが、6周年楽曲「FUSIONIC STARS!!」はそれぞれのユニットに分かれたものが収録されている。
1. 青春Emergency
歌：流星隊×Knights
作詞：こだまさおり、作曲・編曲：三好啓太
2. FUSIONIC STARS!! - 流星隊 ver. -
歌：流星隊
作詞：こだまさおり、作曲・編曲：大熊淳生 (Arte Refact)
3. FUSIONIC STARS!! - Knights ver. -
歌：Knights
作詞：こだまさおり、作曲：大熊淳生 (Arte Refact)、編曲：大熊淳生＆河合泰志 (Arte Refact)
4. 青春Emergency（カラオケVer.）
5. FUSIONIC STARS!! - 流星隊 ver. -（カラオケVer.）
6. FUSIONIC STARS!! - Knights ver. -（カラオケVer.）

#### 07 Crazy:B×2wink
2022年3月9日発売。「Crazy:B」と「2wink」の混合ユニットのシングル楽曲を収録。
収録曲
「LEMON SQUASH CHEERS!」は混合ユニットの楽曲だが、6周年楽曲「FUSIONIC STARS!!」はそれぞれのユニットに分かれたものが収録されている。
1. LEMON SQUASH CHEERS!
歌：Crazy:B×2wink
作詞：松井洋平、作曲・編曲：Ryosuke Imai (TinyVoice,Production)
2. FUSIONIC STARS!! - Crazy:B ver. -
歌：Crazy:B
作詞：こだまさおり、作曲：大熊淳生(Arte Refact)、編曲：大熊淳生＆山本恭平(Arte Refact)
3. FUSIONIC STARS!! - 2wink ver. -
歌：2wink
作詞：こだまさおり、作曲：大熊淳生(Arte Refact)、編曲：大熊淳生＆矢鴇つかさ(Arte Refact)
4. LEMON SQUASH CHEERS!（カラオケVer.）
5. FUSIONIC STARS!! - Crazy:B ver. -（カラオケVer.）
6. FUSIONIC STARS!! - 2wink ver. -（カラオケVer.）

### シャッフルユニットソング
2024年4月27日発売。逆先夏目、氷鷹北斗、葵ひなた、紫之創、朔間凛月の「EVIL NUM+」の通常ユニットとは異なるシャッフルユニットのシングル楽曲を収録。配信限定。
収録曲
1. Ringing evil phone
歌：EVIL NUM+（逆先夏目、氷鷹北斗、葵ひなた、紫之創、朔間凛月）
作詞：こだまさおり、作曲・編曲：amazuti
2. Ringing evil phone（カラオケVer.）

### Anniversary song SERIES

#### 6th Anniversary song
2021年6月23日発売。ES オールスターズ（「fine」、「Trickstar」、「流星隊」、「ALKALOID」、「Eden」、「Valkyrie」、「2wink」、「Crazy:B」、「UNDEAD」、「Ra*bits」、「紅月」、「Knights」、「Switch」、「Double Face」、「Jin ＆ Akiomi」）と、氷鷹北斗、朱桜司、朔間零、斎宮宗、天城燐音のエイプリルフール特別ユニット「フラタニティ」による、各々のシングル楽曲を収録。
収録曲
1. FUSIONIC STARS!!
歌：ESオールスターズ
作詞：こだまさおり、作曲・編曲：大熊淳生 (Arte Refact)
2. エンドレスヴィーデ
歌：フラタニティ
作詞：松井洋平、作曲・編曲：浅倉大介
3. FUSIONIC STARS!!（カラオケVer.）
4. エンドレスヴィーデ（カラオケVer.）

#### 7th Anniversary song
2022年6月22日発売。ES オールスターズ（「fine」、「Trickstar」、「流星隊」、「ALKALOID」、「Eden」、「Valkyrie」、「2wink」、「Crazy:B」、「UNDEAD」、「Ra*bits」、「紅月」、「Knights」、「Switch」、「Double Face」、「Jin ＆ Akiomi」）と、朔間零、大神晃牙、衣更真緒、葵ひなた＆葵ゆうたのエイプリルフール特別ユニットバンド「BkuB」による、各々のシングル楽曲を収録。
収録曲
1. Surprising Thanks!!
歌：ESオールスターズ
作詞：松井洋平、作曲・編曲：伊藤和馬 (Arte Refact)
2. BUKUBU NEW STARS!!
歌：バンド『BkuB』
作詞：こだまさおり、作曲・編曲：桑原聖 (Arte Refact)
3. Surprising Thanks!!（カラオケVer.）
4. BUKUBU NEW STARS!!（カラオケVer.）

#### 8th Anniversary song
2023年6月28日発売。ES オールスターズ（「fine」、「Trickstar」、「流星隊」、「ALKALOID」、「Eden」、「Valkyrie」、「2wink」、「Crazy:B」、「UNDEAD」、「Ra*bits」、「紅月」、「Knights」、「Switch」、「Double Face」、「Jin ＆ Akiomi」）と、乙狩アドニス、七種茨、天満光、瀬名泉、姫宮桃李のエイプリルフール特別ユニット「STAR TRAINER」による、各々のシングル楽曲を収録。
収録曲
1. One with One
歌：ESオールスターズ
作詞：こだまさおり、作曲・編曲：佐藤厚仁（Dream Monster)
2. あんさんぶるトレーニング
歌：STAR TRAINER
作曲・編曲：矢鴇つかさ (Arte Refact）
3. One with One（カラオケVer.）
4. あんさんぶるトレーニング（カラオケVer.）

#### 9th Anniversary song
2024年4月27日発売。ES オールスターズ（「fine」、「Trickstar」、「流星隊」、「ALKALOID」、「Eden」、「Valkyrie」、「2wink」、「Crazy:B」、「UNDEAD」、「Ra*bits」、「紅月」、「Knights」、「Switch」、「MaM」、「Jin ＆ Akiomi」）と、今回のES オールスターズ参加ユニットの各グループごとによる各々のシングル楽曲を収録。配信限定。
収録曲
1. LIMIT BREAK DREAMERS（ESオールスターズ ver.）
歌：ESオールスターズ
作詞：松井洋平、作曲・編曲：白戸佑輔（Dream Monster）
2. LIMIT BREAK DREAMERS（fine ver.）
歌：fine
作詞：松井洋平、作曲・編曲：白戸佑輔（Dream Monster）
3. LIMIT BREAK DREAMERS（Trickstar ver.）
歌：Trickstar
作詞：松井洋平、作曲・編曲：白戸佑輔（Dream Monster）
4. LIMIT BREAK DREAMERS（流星隊 ver.）
歌：流星隊
作詞：松井洋平、作曲・編曲：白戸佑輔（Dream Monster）
5. LIMIT BREAK DREAMERS（ALKALOID ver.）
歌：ALKALOID
作詞：松井洋平、作曲・編曲：白戸佑輔（Dream Monster）
6. LIMIT BREAK DREAMERS（Eden ver.）
歌：Eden
作詞：松井洋平、作曲・編曲：白戸佑輔（Dream Monster）
7. LIMIT BREAK DREAMERS（Valkyrie ver.）
歌：Valkyrie
作詞：松井洋平、作曲・編曲：白戸佑輔（Dream Monster）
8. LIMIT BREAK DREAMERS（2wink ver.）
歌：2wink
作詞：松井洋平、作曲・編曲：白戸佑輔（Dream Monster）
9. LIMIT BREAK DREAMERS（Crazy:B ver.）
歌：Crazy:B
作詞：松井洋平、作曲・編曲：白戸佑輔（Dream Monster
10. LIMIT BREAK DREAMERS（UNDEAD ver.）
歌：UNDEAD
作詞：松井洋平、作曲・編曲：白戸佑輔（Dream Monster）
11. LIMIT BREAK DREAMERS（Ra*bits ver.）
歌：Ra*bits
作詞：松井洋平、作曲・編曲：白戸佑輔（Dream Monster）
12. LIMIT BREAK DREAMERS（紅月 ver.）
歌：紅月
作詞：松井洋平、作曲・編曲：白戸佑輔（Dream Monster）
13. LIMIT BREAK DREAMERS（Knights ver.）
歌：Knights
作詞：松井洋平、作曲・編曲：白戸佑輔（Dream Monster）
14. LIMIT BREAK DREAMERS（Switch ver.）
歌：Switch
作詞：松井洋平、作曲・編曲：白戸佑輔（Dream Monster）
15. LIMIT BREAK DREAMERS（MaM ver.）
歌：MaM
作詞：松井洋平、作曲・編曲：白戸佑輔（Dream Monster）
16. LIMIT BREAK DREAMERS（Jin & Akiomi ver.）
歌：Jin & Akiomi
作詞：松井洋平、作曲・編曲：白戸佑輔（Dream Monster）
17. LIMIT BREAK DREAMERS（カラオケVer.）

## アルバム（ゲーム）

### アルバムシリーズ
- あんさんぶるスターズ! アルバムシリーズ

### アルバムシリーズ『TRIP』
- あんさんぶるスターズ!! アルバムシリーズ『TRIP』

### COVER SONG SERIES
2023年3月24日発売。「Crazy:B」＆「UNDEAD」、「Ra*bits」＆「流星隊」、「Switch」＆「2wink」with 「初音ミク＆鏡音リン・レン」、「Valkyrie」＆「紅月」、「Eden」＆「Trickstar」、「fine」＆「Knights」、「ALKALOID」＆「Double Face」、「Jin＆Akiomi」によるカバーソングを収録したアルバム楽曲。
収録曲
1. U.S.A.
歌：Crazy:B ＆ UNDEAD
作詞：Donatella Cirelli, Severo Lombardoni、日本語詞：shungo.、作曲：Claudio Accatino, Donatella Cirelli, Anna Maria Gioco、編曲：河合泰志 (Arte Refact)
2. ハム太郎とっとこうた～ハム太郎とっとこうたつづきでちゅメドレー
歌：Ra*bits ＆ 流星隊
作詞・作曲：河井リツ子、編曲：酒井拓也 (Arte Refact)
3. Tell Your World
歌：Switch ＆ 2wink with 初音ミク＆鏡音リン・レン
作詞・作曲：kz、編曲：Nor
4. 勇侠青春謳
歌：Valkyrie ＆ 紅月
作詞：宝野アリカ、作曲：片倉三起也、編曲：山本恭平 (Arte Refact)
5. (RE)PLAY
歌：Eden ＆ Trickstar
作詞：MOMO"mocha"N.、作曲：UTA＆三浦大知、編曲：酒井拓也 (Arte Refact)
6. スターライトパレード
歌：fine ＆ Knights
作詞：深瀬慧、作曲：中島真一、編曲：脇眞富 (Arte Refact)
7. 夜に駆ける
歌：ALKALOID ＆ Double Face
作詞・作曲：Ayase、編曲：脇眞富 (Arte Refact)
8. 題名のない今日（ボーナストラック）
歌：Jin ＆ Akiomi
作詞：EIGO (ONEly Inc.) & 平井大、作曲：平井大　編曲：水野谷怜 (Arte Refact)
9. U.S.A.（カラオケVer.）
10. ハム太郎とっとこうた～ハム太郎とっとこうたつづきでちゅメドレー（カラオケVer.）
11. Tell Your World（カラオケVer.）
12. 勇侠青春謳（カラオケVer.）
13. (RE)PLAY（カラオケVer.）
14. スターライトパレード（カラオケVer.）
15. 夜に駆ける（カラオケVer.）
16. 題名のない今日（カラオケVer.）

### その他

#### サウンドトラック（ゲーム版）
オリジナル・サウンドトラックのタイトルはゲームの正式タイトル「あんさんぶるスターズ! オリジナル・サウンドトラック」や、「あんさんぶるスターズ!! オリジナル・サウンドトラック」だが、「！」の数に略して記載する。

##### 「!」（2015年発売版）
2015年11月7日発売。イベント「AGF2015　アニメイトガールズフェスティバル2015」の「あんさんぶるスターズ！」ブースにて先行販売され、コミックマーケット89でも販売されたりインターネット通販された。以降に発売されたサウンドトラックとは収録曲は異なる。
収録曲
| #   | タイトル                             | 作詞     | 作曲・編曲 |
| --- | ------------------------------------ | -------- | ---------- |
| 1.  | 「ONLY YOUR STARS！」                | 松平洋平 | 中土智博   |
| 2.  | 「ONLY YOUR STARS！(カラオケVer.)」  |          |            |
| 3.  | 「花満開【桜フェス】」               |          |            |
| 4.  | 「華麗なるショータイム【サーカス】」 |          |            |
| 5.  | 「おかえりなさいませ【執事喫茶】」   |          |            |
| 6.  | 「盤上の騎士【デュエル】」           |          |            |
| 7.  | 「小さな星屑【七夕】」               |          |            |
| 8.  | 「オーシャンビュー【海賊】」         |          |            |
| 9.  | 「初夏の日差し【サマーレッスン】」   |          |            |
| 10. | 「漢祭【喧嘩祭】」                   |          |            |
| 11. | 「大行進【体育祭】」                 |          |            |
| 12. | 「粛清の劍舞【王の騎行】」           |          |            |
| 13. | 「夢ノ咲学院」                       |          |            |
| 14. | 「昼下がり」                         |          |            |
| 15. | 「リフレイン」                       |          |            |
| 16. | 「厄介ごと」                         |          |            |
| 17. | 「戦局」                             |          |            |
| 18. | 「前進」                             |          |            |
| 19. | 「メインテーマ」                     |          |            |
| 20. | 「プロデュース」                     |          |            |
| 21. | 「ライブ」                           |          |            |

##### 「!」（2021年発売版）
2021年12月22日発売。イベント楽曲のBGMを中心に収録したオリジナル・サウンドトラック。2015年版とは収録曲が異なる。
収録曲
| #   | タイトル                                                        | 作詞 | 作曲・編曲 |
| --- | --------------------------------------------------------------- | ---- | ---------- |
| 1.  | 「ふたりの練習室 ～特訓!凸凹なペアレッスン～」                  |      |            |
| 2.  | 「いたずらな夜 ～開演 ダークナイトハロウィン～」                |      |            |
| 3.  | 「紅葉の都 ～満喫♪秋の修学旅行～」                              |      |            |
| 4.  | 「星明かりのワルツ ～彩光!瞬きの星夜祭～」                      |      |            |
| 5.  | 「雪空の流星 ～雪花*流星のストリートライブ～」                  |      |            |
| 6.  | 「財宝のありか ～対決!華麗なる怪盗VS探偵団～」                  |      |            |
| 7.  | 「月光の剣劇 ～剣戟!月光浪漫の歌劇～」                          |      |            |
| 8.  | 「チョコとステップ ～感謝!ほろ苦ショコラフェス～」              |      |            |
| 9.  | 「姫君の決意 ～羽ばたき!雛鳥と皇帝の凱旋～」                    |      |            |
| 10. | 「後輩から先輩へ ～衝突!思い還しの返礼祭～」                    |      |            |
| 11. | 「懐かしき人形劇 ～追憶*マリオネットの糸の先～」                |      |            |
| 12. | 「フレッシュな顔 ～弾む!心と花咲くモールライブ～」              |      |            |
| 13. | 「青春の記憶 ～2016年エイプリルフール/懐古*嘘つきたちの偶像～」 |      |            |
| 14. | 「大通りの花 ～誉れの旗*栄冠のフラワーフェス～」                |      |            |
| 15. | 「セッション ～宵の宴♪バンドアンサンブル～」                    |      |            |
| 16. | 「騎士と妖精の舞い ～跳躍*湖上のPrincipal～」                   |      |            |
| 17. | 「スペースヒーロー ～爆誕☆五色に輝くスーパーノヴァ～」          |      |            |
| 18. | 「輝く雨粒 ～傾け!梅雨払いの錦～」                              |      |            |
| 19. | 「天の川の星々 ～演舞 天の川にかける思い～」                    |      |            |
| 20. | 「夏の川辺 ～清夏!サマーキャンプ～」                            |      |            |
| 21. | 「海に映る花火 ～リメンバー 真夏の夜の夢～」                    |      |            |
| 22. | 「常夏の家 ～灼熱☆海辺のビーチマッチ～」                        |      |            |
| 23. | 「エメラルドの魔法 ～追憶*集いし三人の魔法使い～」              |      |            |
| 24. | 「秋の空 ～対抗!夢ノ咲学院体育祭2～」                           |      |            |
| 25. | 「梟のいる城 ～暗躍!月影の風雲絵巻～」                          |      |            |
| 26. | 「ロックな夜 ～咆哮★夜空のロッキンスター～」                    |      |            |
| 27. | 「おかしなお菓子 ～リアクト★マジカルハロウィン～」              |      |            |
| 28. | 「おもちゃの夢 ～スクランブル*夢の中のトイランド～」            |      |            |
| 29. | 「聖夜の祝福 ～光輝★騎士たちのスターライトフェスティバル～」    |      |            |
| 30. | 「聖騎士の行進 ～光輝★騎士たちのスターライトフェスティバル～」  |      |            |
| 31. | 「イルミネーション ～燦爛☆ホットなホリデーパーティ～」          |      |            |
| 32. | 「めでたきかな ～太神楽!祝いのニューイヤーライブ～」            |      |            |
| 33. | 「空の旅 ～出発☆青天のドリームトラベル～」                      |      |            |
| 34. | 「兄弟のかけっこ ～招福*鬼と兄弟の節分祭～」                    |      |            |
| 35. | 「ラッピング ～メルティ■甘くほどけるショコラフェス～」          |      |            |
| 36. | 「絆のステージ ～バトンタッチ!涙と絆の返礼祭～」                |      |            |
| 37. | 「緑の木陰 ～撮影!ぽかぽかアスレチック～」                      |      |            |

| #   | タイトル | 作詞 | 作曲・編曲 |
| --- | --- | ---- | ---------- |
| 1.  | 「夜明けの新星 ～追憶*春待ち桜と出会いの夜～」                                                               |      |            |
| 2.  | 「エッグハント! ～復活祭☆イースターナイト～」                                                                |      |            |
| 3.  | 「紅の太鼓橋 ～花吹雪*皐月の藤紫～」                                                                         |      |            |
| 4.  | 「奇妙な即興劇 ～なりきれ!灰かぶりの大舞台～」                                                               |      |            |
| 5.  | 「擦り切れロンド ～追憶*モノクロのチェックメイト～」                                                         |      |            |
| 6.  | 「七色の陽光 ～なないろ*サンシャワーフェスタ～」                                                             |      |            |
| 7.  | 「流星花火(盆踊りver.)～打ち上げ!夜空の流星祭～」                                                            |      |            |
| 8.  | 「Splash Summer ～輝石☆前哨戦のサマーライブ～」                                                              |      |            |
| 9.  | 「荒くれ者の咆哮 ～追憶*それぞれのクロスロード～」                                                           |      |            |
| 10. | 「華やかな舞台 ～2017年ボールルームへようこそコラボ～」                                                      |      |            |
| 11. | 「星瞬く海 ～迷い星*揺れる光、プレアデスの夜～」                                                             |      |            |
| 12. | 「ヒートレース ～競争!夢ノ咲体育祭3～」                                                                      |      |            |
| 13. | 「アクアリウムショー ～ドロップ*遠い海とアクアリウム～」                                                     |      |            |
| 14. | 「フルール・ド・リス ～祭典*秀麗のフルール・ド・リス～」                                                     |      |            |
| 15. | 「突破へ ～軌跡★電撃戦のオータムライブ～」                                                                   |      |            |
| 16. | 「Spooky Bounce ～お化けがいっぱい☆スイートハロウィン～」                                                    |      |            |
| 17. | 「木漏れ日の秋 ～金色の風*励ましのウィッシングライブ～」                                                     |      |            |
| 18. | 「Blue Chapel ～ノエル*天使たちのスターライトフェスティバル～」                                              |      |            |
| 19. | 「雪合戦 ～スローイング!白銀のスノーファイト～」                                                             |      |            |
| 20. | 「Jingle Bells ～スカウト!ウィンターサンタ～」                                                               |      |            |
| 21. | 「さぁ、声援を ～奇跡☆決勝戦のウィンターライブ～」                                                           |      |            |
| 22. | 「楽園の舞台 ～奇跡☆決勝戦のウィンターライブ～（原曲:THE GENESIS）」                                         |      |            |
| 23. | 「胸高鳴る舞台 ～奇跡☆決勝戦のウィンターライブ～（原曲:HEART→BEATER!!!!）」                                  |      |            |
| 24. | 「新春駆け回る ～お正月～」                                                                                  |      |            |
| 25. | 「招福宴 ～初興行★祝宴のフォーチューンライブ～」                                                             |      |            |
| 26. | 「ロック・ショコラ ～デコレート■深紅のショコラフェス～」                                                     |      |            |
| 27. | 「Cruise ～航海!早春のクルージングライブ～」                                                                 |      |            |
| 28. | 「晴れやかな気持ち ～モーメント*未来へ進む返礼祭～」                                                         |      |            |
| 29. | 「レトロレストラン ～メモリアル◆みんなで作るクラスライブ～」                                                 |      |            |
| 30. | 「復活祭の儀式 ～生け贄◆不死者たちの復活祭～」                                                               |      |            |
| 31. | 「宇宙の正義 ～2018年エイプリルフール/ヒーロー戦隊メテオレンジャー～」                                       |      |            |
| 32. | 「終わらないシンフォニア（シューティングver.） ～2018年エイプリルフール/ヒーロー戦隊メテオレンジャー～」     |      |            |
| 33. | 「天下無敵☆メテオレンジャー!（シューティングver.） ～2018年エイプリルフール/ヒーロー戦隊メテオレンジャー～」 |      |            |
| 34. | 「ブックフェア ～春風*アイコニックなブックフェア～」                                                         |      |            |
| 35. | 「ロミオとジュリエット ～公演!悲喜劇のロミオとジュリエット～」                                               |      |            |
| 36. | 「ヒーローショウ ～学院祭★ドタバタの駆け出しヒーロー～」                                                     |      |            |
| 37. | 「維新の風 ～躍進!夜明けを告げる維新ライブ～」                                                               |      |            |
| 38. | 「ライブパーティ☆ ～アミューズメント☆ネコとウサギのライブパーティ～」                                        |      |            |
| 39. | 「坂の上を目指して ～2018年「弱虫ペダル」コラボ～」                                                          |      |            |

| #   | タイトル                                                               | 作詞 | 作曲・編曲 |
| --- | ---------------------------------------------------------------------- | ---- | ---------- |
| 1.  | 「笹にかける願い ～対向!星合う夜の天球戯～」                           |      |            |
| 2.  | 「Splash Pool! ～ショット☆弾けてSplash Pool!～」                       |      |            |
| 3.  | 「南国バカンス ～灼熱!南国景色とサマーバカンス～」                     |      |            |
| 4.  | 「風吹く草原 ～夏空*駆けるシュヴァルライブ～」                         |      |            |
| 5.  | 「十五夜ムーンライト ～十五夜*玉兎跳ねるムーンライト～」               |      |            |
| 6.  | 「Rainbow Stage ～Saga*かけ上がるレインボーステージ～」                |      |            |
| 7.  | 「反転アプローチ ～ハプニング◆反転のミュージックフェスタ～」           |      |            |
| 8.  | 「Banquet ～招待★ブラックブラッドバンケット～」                        |      |            |
| 9.  | 「Ghost Dance ～噪音◆渦巻くホラーナイトハロウィン～」                  |      |            |
| 10. | 「スチームパンク博物館 ～発見!スチームパンクミュージアム～」           |      |            |
| 11. | 「雪のマーチング ～キャロル*白雪と聖夜のスターライトフェスティバル～」 |      |            |
| 12. | 「椿列車 ～Rail◆雪舞う冬の猫と椿列車～」                               |      |            |
| 13. | 「Reverse Live ～Saga*ぶつかり合うリバースライブ～」                   |      |            |
| 14. | 「Diner ～リバイバル☆一夢のダイナーライブ～」                          |      |            |
| 15. | 「マーブルショコラ ～マーブル■心を込めたショコラフェス～」             |      |            |
| 16. | 「Wonder Game ～駆け引き◆ワンダーゲーム～」                            |      |            |
| 17. | 「流星の篝火 ～追憶*流星の篝火～」                                     |      |            |
| 18. | 「終わりと始まり ～Link♪ここから始まるシンフォニア～」                 |      |            |
| 19. | 「騎士たちの舞 ～レクイエム*誓いの剣と返礼祭～」                       |      |            |
| 20. | 「PLAYBALL☆ ～一球入魂!青春プレイボール～」                            |      |            |
| 21. | 「Happy Spring* ～エール*広がるハッピースプリング!～」                 |      |            |
| 22. | 「オペレッタ ～コーラス★始まりのオペレッタ～」                         |      |            |
| 23. | 「玉依の人形屋敷 ～恐怖!玉依の人形屋敷～」                             |      |            |
| 24. | 「マグノリアの天使 ～交響*祝福のマグノリア～」                         |      |            |
| 25. | 「プリズムショウタイム ～スタァズ★プリズムのきらめき～」               |      |            |
| 26. | 「波打ち際のサンフラワー ～燦々!笑顔のサンフラワーライブ～」           |      |            |
| 27. | 「明かりの灯る夜 ～夜光*サマーナイトフェスティバル～」                 |      |            |
| 28. | 「金糸雀館の夜 ～鳴鳥の歌*金糸雀館のソワレ～」                         |      |            |
| 29. | 「打ち明ける気持ち」                                                   |      |            |
| 30. | 「新しい出会いの扉」                                                   |      |            |
| 31. | 「アンコール!」                                                        |      |            |
| 32. | 「ドリフェス特別大会」                                                 |      |            |
| 33. | 「Backstage」                                                          |      |            |
| 34. | 「Birthday01」                                                         |      |            |
| 35. | 「Birthday02」                                                         |      |            |
| 36. | 「Birthday03」                                                         |      |            |
| 37. | 「Happy Birthday to You」                                              |      |            |

##### 「!!」
2021年12月22日発売。イベント楽曲のBGMを中心に収録したオリジナル・サウンドトラック。「！」の2015年版とは収録曲が異なる。
収録曲
| #   | タイトル                                      | 作詞 | 作曲・編曲 |
| --- | --------------------------------------------- | ---- | ---------- |
| 1.  | 「BRAND NEW STARS!!(Game Edit/カラオケVer.)」 |      |            |
| 2.  | 「ようこそ芸能界へ」                          |      |            |
| 3.  | 「アイドル登場!」                             |      |            |
| 4.  | 「Spot Lights」                               |      |            |
| 5.  | 「アイドルたちの日常」                        |      |            |
| 6.  | 「穏やかな生活」                              |      |            |
| 7.  | 「今日の振り返り」                            |      |            |
| 8.  | 「不穏な空気」                                |      |            |
| 9.  | 「駆け込みダッシュ」                          |      |            |
| 10. | 「優しい光」                                  |      |            |
| 11. | 「打ち明けること」                            |      |            |
| 12. | 「Live Stage」                                |      |            |
| 13. | 「Produce」                                   |      |            |
| 14. | 「レッスンにお仕事」                          |      |            |
| 15. | 「いつものオフィス」                          |      |            |
| 16. | 「仕事の出来栄え」                            |      |            |
| 17. | 「Birthday Music」                            |      |            |

## アニメ関連CD

### OP主題歌

#### 第1クール
2019年8月14日発売。「夢ノ咲ドリームスターズ」（「Trickstar」、「fine」、「紅月」、「UNDEAD」、「Knights」、「流星隊」、「Ra*bits」、「2wink」、「Valkyrie」、「Switch」、「MaM」）による楽曲と、「Trickstar」のオリジナルショートドラマが収録されている。
収録曲
1. Stars' Ensemble!
作詞：松井洋平、作曲・編曲：中土智博（APDREAM）
2. オリジナルショートドラマ
3. Stars' Ensemble!（カラオケVer.）

#### 第2クール
2019年12月11日発売。「Trickstar」と「Eden」による同じ楽曲がバージョン違いで収録されている。
収録曲
1. キセキ（Trickstar Ver.）
作詞：松井洋平、作曲：桑原聖（Arte Refact）、編曲：酒井拓也＆山本恭平（Arte Refact）
2. キセキ（Eden Ver.）
作詞：松井洋平、作曲：桑原聖（Arte Refact）、編曲：酒井拓也＆山本恭平（Arte Refact）
3. キセキ（カラオケVer.）

### EDテーマ集

#### VOL.01
2019年8月28日発売。「Trickstar」と「UNDEAD」による各々の楽曲が収録されている。
収録曲
1. 1st SING-ALONG☆
歌：Trickstar
作詞：こだまさおり、作曲・編曲：山口朗彦
2. IMMORAL WORLD
歌：UNDEAD
作詞：こだまさおり、作曲・編曲：矢鴇つかさ（Arte Refact）
3. 1st SING-ALONG☆（カラオケVer.）
4. IMMORAL WORLD（カラオケVer.）

#### VOL.02
2019年9月25日発売。「Ra*bits」と「紅月」による各々の楽曲が収録されている。
収録曲
1. メイド・イン・トキメキ♪
歌：Ra*bits
作詞：こだまさおり、作曲・編曲：大隅知宇
2. 月下無双、紅の舞
歌：紅月
作詞：松井洋平、作曲：本多友紀（Arte Refact）、編曲：酒井拓也（Arte Refact）
3. メイド・イン・トキメキ♪（カラオケVer.）
4. 月下無双、紅の舞（カラオケVer.）

#### VOL.03
2019年10月23日発売。「2wink」と「fine」による各々の楽曲が収録されている。
収録曲
1. Mischievous Party Time!!
歌：2wink
作詞：松井洋平、作曲：福田陽司＆鈴木一史、編曲：鈴木一史
2. 始まりのファンタジア
歌：fine
作詞：松井洋平、作曲・編曲：Rasmus Faber
3. Mischievous Party Time!!（カラオケVer.）
4. 始まりのファンタジア（カラオケVer.）

#### VOL.04
2019年11月27日発売。「流星隊」と「Switch」による各々の楽曲が収録されている。
収録曲
1. メテオ・スクランブル☆流星隊!
歌：流星隊
作詞：松井洋平、作曲・編曲：岩崎貴文
2. Magic for your “Switch”
歌：Switch
作詞：こだまさおり、作曲・編曲：中土智博（APDREAM）
3. メテオ・スクランブル☆流星隊!（カラオケVer.）
4. Magic for your “Switch”（カラオケVer.）

#### VOL.05
2019年12月25日発売。「MaM」と「Valkyrie」による各々の楽曲が収録されている。
収録曲
1. 愉快痛快 That's alright!
歌：MaM
作詞：ナオト・インティライミ＆佐伯youthK、作曲：ナオト・インティライミ、編曲：大久保薫
2. 凱旋歌
歌：Valkyrie
作詞：松井洋平、作曲・編曲：Kon-K
3. 愉快痛快 That's alright!（カラオケVer.）
4. 凱旋歌（カラオケVer.）

#### VOL.06
2020年2月26日発売。「Knights」と「Eden」による各々の楽曲が収録されている。当初は2020年1月22日に発売が予定されていたが、変更になった。
収録曲
1. Promise Swords
歌：Knights
作詞：こだまさおり、作曲：桑原聖（Arte Refact）、編曲：酒井拓也（Arte Refact）
2. Awakening Myth
歌：Eden
作詞：松井洋平、作曲：TAKAROT＆Funk Uchino
3. Promise Swords（カラオケVer.）
4. Awakening Myth（カラオケVer.）

### サウンドトラック（TVアニメ版）
2020年2月26日発売。テレビアニメの劇中BGMを収録したオリジナル・サウンドトラック。
収録曲
| #   | タイトル                           | 作詞 | 作曲・編曲 |
| --- | ---------------------------------- | ---- | ---------- |
| 1.  | 「Shining Stars」                  |      |            |
| 2.  | 「Prelude of the Story」           |      |            |
| 3.  | 「Hop Step」                       |      |            |
| 4.  | 「やさしい光 (Bright Piano Ver.)」 |      |            |
| 5.  | 「楽しいひととき」                 |      |            |
| 6.  | 「途方にくれて」                   |      |            |
| 7.  | 「未来の話」                       |      |            |
| 8.  | 「揺れ動く気持ち」                 |      |            |
| 9.  | 「Cheerful Stars」                 |      |            |
| 10. | 「繋げたい未来」                   |      |            |
| 11. | 「それぞれの正義」                 |      |            |
| 12. | 「紡ぐ絆」                         |      |            |
| 13. | 「輝きだす想い」                   |      |            |
| 14. | 「やさしい光 (Quartet Ver.)」      |      |            |
| 15. | 「明日を信じて」                   |      |            |
| 16. | 「アイキャッチ1」                  |      |            |
| 17. | 「アイキャッチ2」                  |      |            |
| 18. | 「何が起こるかわからない!!」       |      |            |
| 19. | 「張りつめた心」                   |      |            |
| 20. | 「緊迫の刹那」                     |      |            |
| 21. | 「彷徨う心」                       |      |            |
| 22. | 「Colorful Days」                  |      |            |
| 23. | 「零れる想い」                     |      |            |
| 24. | 「Invisible Star」                 |      |            |
| 25. | 「静かな時間」                     |      |            |
| 26. | 「Starting Line」                  |      |            |
| 27. | 「最高の輝き」                     |      |            |
| 28. | 「特別な瞬間」                     |      |            |

| #   | タイトル                             | 作詞     | 作曲・編曲                          |
| --- | ------------------------------------ | -------- | ----------------------------------- |
| 1.  | 「叶えたい未来」                     |          |                                     |
| 2.  | 「潰えそうな希望」                   |          |                                     |
| 3.  | 「眠れる森の美女」                   |          |                                     |
| 4.  | 「青春のきらめき」                   |          |                                     |
| 5.  | 「夢のステージ」                     |          |                                     |
| 6.  | 「悲壮な決意」                       |          |                                     |
| 7.  | 「空を見上げて」                     |          |                                     |
| 8.  | 「奏でる想い」                       |          |                                     |
| 9.  | 「移り変わる季節」                   |          |                                     |
| 10. | 「これからもずっと」                 |          |                                     |
| 11. | 「アイキャッチ3」                    |          |                                     |
| 12. | 「アイキャッチ4」                    |          |                                     |
| 13. | 「流星隊、参上!!!!!」                |          |                                     |
| 14. | 「燃やせ、情熱の炎!」                |          |                                     |
| 15. | 「まったりブレイクタイム」           |          |                                     |
| 16. | 「かけがえのないもの」               |          |                                     |
| 17. | 「零れる想い (Quartet Ver.)」        |          |                                     |
| 18. | 「遠い約束」                         |          |                                     |
| 19. | 「希望の光」                         |          |                                     |
| 20. | 「楽園へ誘おう」                     |          |                                     |
| 21. | 「理想を求めて」                     |          |                                     |
| 22. | 「譲れない運命」                     |          |                                     |
| 23. | 「Happy Halloween♪」                 |          |                                     |
| 24. | 「Smile & Smile」                    |          |                                     |
| 25. | 「いざ、決勝戦へ!!!!」               |          |                                     |
| 26. | 「キセキ ( Trickstar & Eden Ver. )」 | 松平洋平 | 桑原聖 （編曲：酒井拓也＆山本恭平） |

### ミュージックコレクション（アニメ映画版）
「特別上映版『あんさんぶるスターズ!!-Road to Show!!-』ミュージックコレクション」として、2022年3月4日発売。
収録曲
- サンドトラックCDの収録曲リスト（Disk1）

1. Life is so Dramatic!!
歌：SCREEN10
作詞：こだまさおり、作曲：光増ハジメ、編曲：EFFY
2. Life is so Dramatic!!(Instrumental)

| 全編曲: 加藤達也。 |                                                      |      |            |
| #                  | タイトル                                             | 作詞 | 作曲・編曲 |
| 1.                 | 「紡ぐ絆 ～未来へ～」                                |      |            |
| 2.                 | 「次のステージへ!」                                  |      |            |
| 3.                 | 「無用の侍のテーマ」                                 |      |            |
| 4.                 | 「”La Mortのテーマ(原曲:Noir Neige)”」               |      |            |
| 5.                 | 「桃源郷偶像拳のテーマ」                             |      |            |
| 6.                 | 「Party Time♪」                                      |      |            |
| 7.                 | 「”輝きだす想い ～追想～(原曲:輝きだす想い)”」       |      |            |
| 8.                 | 「目覚ましドッキリ!」                                |      |            |
| 9.                 | 「New Yorkを楽しもう♪」                              |      |            |
| 10.                | 「過去の栄光」                                       |      |            |
| 11.                | 「俺らと遊んでいかねぇか?」                          |      |            |
| 12.                | 「ドタバタあんさんぶる!!」                           |      |            |
| 13.                | 「一触即発の予感?!」                                 |      |            |
| 14.                | 「渦巻く陰謀」                                       |      |            |
| 15.                | 「Game Start」                                       |      |            |
| 16.                | 「絶対に負けない!」                                  |      |            |
| 17.                | 「修行の成果をみせてやる!」                          |      |            |
| 18.                | 「奪われた光」                                       |      |            |
| 19.                | 「Light shining in the Darkness」                    |      |            |
| 20.                | 「IDOL FILM FESTIVAL」                               |      |            |
| 21.                | 「Idol in NY」                                       |      |            |
| 22.                | 「Strategy Meeting」                                 |      |            |
| 23.                | 「華麗なる逆転劇」                                   |      |            |
| 24.                | 「”Shining Stars ～輝く未来～(原曲:Shining Stars)”」 |      |            |

## 舞台関連CD

### オン・ステージ

#### 舞台オリジナルソングCD
「『あんさんぶるスターズ！オン・ステージ』舞台オリジナルソングCD」として、2018年9月12日発売。「オン・ステージ」の初演～4作目にて歌われた、舞台オリジナル楽曲を収録したアルバム。ゲームやアニメ版の楽曲と違い、歌唱しているのは舞台版のキャスト。
収録曲
1. Growing Smile
歌：Trickstar
作詞：松井洋平、作曲：桑原聖、編曲：酒井拓也
2. Wish upon a Stars
歌：Trickstar
作詞：松井洋平、作曲：桑原聖、編曲：酒井拓也
3. Perfect World
歌：fine
作曲：松井洋平、作曲・編曲：矢鴇つかさ
4. Knights Escort
歌：Knights
作詞：松井洋平、作曲：桑原聖、編曲：山本恭平
5. How to move`n chess
歌：瀬名泉、鳴上嵐、仁兎なずな、鬼龍紅郎
作詞：松井洋平、歌詞原案：赤澤ムック、作曲・編曲：本多友紀
6. material advantage
歌：瀬名泉、鳴上嵐、天祥院英智
作詞：松井洋平、歌詞原案：赤澤ムック、作曲：桑原聖、編曲：酒井拓也
7. Nine hundred and sixty
歌：朔間凛月、天祥院英智
作詞：松井洋平、歌詞原案：赤澤ムック、作曲・編曲：矢鴇つかさ
8. WE CAN SHINE!
歌：Trickstar
作詞：松井洋平、作曲：桑原聖、編曲：酒井拓也
9. everlasting song
歌：fine
作詞：松井洋平、作曲：原田篤、編曲：脇眞富
10. Singin’☆Shine！
歌：全ユニット
作詞：松井洋平、作曲・編曲：矢鴇つかさ
11. Growing Smile（カラオケVer.）
12. Wish upon a Stars（カラオケVer.）
13. Perfect World（カラオケVer.）
14. Knights Escort（カラオケVer.）
15. How to move`n chess（カラオケVer.）
16. material advantage（カラオケVer.）
17. Nine hundred and sixty（カラオケVer.）
18. WE CAN SHINE!（カラオケVer.）
19. everlasting song（カラオケVer.）
20. Singin’☆Shine！（カラオケVer.）

### 劇団『ドラマティカ』Sound Collection
本来の各CDタイトルは、「劇団『ドラマティカ』」と「Sound Collection」の間に作品名が入るが、略して、作品名は以下のように節に記載している。原作登場キャラクターの日々樹渉が主催する演劇サークル「劇団『ドラマティカ』」の2.5次元舞台音楽の歌唱曲とBGMを収録したアルバム。
ゲームやアニメ版の楽曲と違い、歌唱しているのは舞台版のキャスト。

#### ACT1／西遊記悠久奇譚
2022年7月6日発売。
収録曲
| #   | タイトル                                             | 作詞                   | 作曲・編曲                 |
| --- | ---------------------------------------------------- | ---------------------- | -------------------------- |
| 1.  | 「[ACT1]BGM 01」                                     |                        |                            |
| 2.  | 「あなたと出会えてファンタスティック☆（Full ver.）」 | こだまさおり           | 山本恭平                   |
| 3.  | 「[ACT1]BGM 02」                                     |                        |                            |
| 4.  | 「始まりの始まり」                                   | こだまさおり           | 原田篤                     |
| 5.  | 「西遊記悠久奇譚 メインテーマ」                      |                        | 原田篤                     |
| 6.  | 「[ACT1]BGM 03」                                     |                        |                            |
| 7.  | 「遥か西へ、天竺へ」                                 | こだまさおり           | 山本恭平（編曲：河合泰志） |
| 8.  | 「[ACT1]BGM 04」                                     |                        |                            |
| 9.  | 「[ACT1]BGM 05」                                     |                        |                            |
| 10. | 「[ACT1]BGM 06」                                     |                        |                            |
| 11. | 「あの懐かしき楽園を想う」                           | 松井洋平               | 原田篤                     |
| 12. | 「[ACT1]BGM 07」                                     |                        |                            |
| 13. | 「[ACT1]BGM 08」                                     |                        |                            |
| 14. | 「くるくる回って運命攫って」                         | 松井洋平               | 山本恭平（編曲：脇眞富）   |
| 15. | 「[ACT1]BGM 09」                                     |                        |                            |
| 16. | 「[ACT1]BGM 10」                                     |                        |                            |
| 17. | 「愛と希望と贖罪の旅路」                             | こだまさおり           | 如月結愛                   |
| 18. | 「[ACT1]BGM 11」                                     |                        |                            |
| 19. | 「八つの戒め守れぬ者に」                             | 松井洋平               | 原田篤                     |
| 20. | 「[ACT1]BGM 12」                                     |                        |                            |
| 21. | 「[ACT1]BGM 13」                                     |                        |                            |
| 22. | 「辿り着く道の果てで」                               | こだまさおり、松井洋平 | 原田篤                     |

| #   | タイトル                           | 作詞         | 作曲・編曲                 |
| --- | ---------------------------------- | ------------ | -------------------------- |
| 1.  | 「朝日を背に踏み出して」           | 松井洋平     | 原田篤                     |
| 2.  | 「[ACT1]BGM 14」                   |              |                            |
| 3.  | 「[ACT1]BGM 15」                   |              |                            |
| 4.  | 「不自由こそ人生」                 | こだまさおり | 山本恭平                   |
| 5.  | 「かけがえない日々よ、消え去るな」 | 松井洋平     | 山本恭平（編曲：河合泰志） |
| 6.  | 「欲深き愛のほとりで」             | こだまさおり | 原田篤                     |
| 7.  | 「[ACT1]BGM 16」                   |              |                            |
| 8.  | 「[ACT1]BGM 17」                   |              |                            |
| 9.  | 「ああ、今別れの時」               | こだまさおり | 原田篤                     |
| 10. | 「[ACT1]BGM 18」                   |              |                            |

#### ACT2／Phantom and Invisible Resonance
2023年5月31日発売。
収録曲
| #   | タイトル                   | 作詞         | 作曲・編曲                  |
| --- | -------------------------- | ------------ | --------------------------- |
| 1.  | 「ようこそta-taへ」        | 松井洋平     | 原田篤                      |
| 2.  | 「僅かな影」               | こだまさおり | 矢鴇つかさ                  |
| 3.  | 「The die is cast」        | こだまさおり | 原田篤                      |
| 4.  | 「[ACT2]BGM 01」           |              | 原田篤                      |
| 5.  | 「[ACT2]BGM 02」           |              | 原田篤                      |
| 6.  | 「[ACT2]BGM 03」           |              | 原田篤                      |
| 7.  | 「最悪な罠」               | こだまさおり | 本多友紀 （編曲：水野谷怜） |
| 8.  | 「Chase the Phantom」      | 松井洋平     | 本多友紀（編曲：水野谷怜）  |
| 9.  | 「Mr. John Doe」           | 松井洋平     | 水野谷怜                    |
| 10. | 「[ACT2]BGM 04」           |              | 水野谷怜                    |
| 11. | 「To the Enemy Territory」 | こだまさおり | 矢鴇つかさ                  |
| 12. | 「[ACT2]BGM 05」           |              | 原田篤                      |
| 13. | 「[ACT2]BGM 06」           |              | 水野谷怜                    |
| 14. | 「幻想は絶望の影」         | 松井洋平     | 山本恭平                    |

| #   | タイトル                                    | 作詞         | 作曲・編曲                        |
| --- | ------------------------------------------- | ------------ | --------------------------------- |
| 1.  | 「Corrupt World～ようこそta-taへ-reprise-」 | 松井洋平     | 原田篤                            |
| 2.  | 「[ACT2]BGM 07」                            |              | 原田篤                            |
| 3.  | 「利害の一致」                              | こだまさおり | 原田篤                            |
| 4.  | 「ファントムの名の元に」                    | 松井洋平     | 山本恭平                          |
| 5.  | 「The Final Stage」                         | 松井洋平     | 矢鴇つかさ                        |
| 6.  | 「[ACT2]BGM 08」                            |              | Antonín Dvořák （編曲：水野谷怜） |
| 7.  | 「見つめる先は」                            | こだまさおり | 本多友紀（編曲：水野谷怜）        |
| 8.  | 「[ACT2]BGM 09」                            |              | 原田篤                            |
| 9.  | 「[ACT2]BGM 10」                            |              | 原田篤                            |
| 10. | 「真相は霧のように」                        | 松井洋平     | 水野谷怜                          |
| 11. | 「革命の火を掲げ」                          | 松井洋平     | 山本恭平                          |
| 12. | 「[ACT2]BGM 11」                            |              | 山本恭平                          |
| 13. | 「[ACT2]BGM 12」                            |              | 原田篤                            |
| 14. | 「新しい関係」                              | こだまさおり | 原田篤                            |
| 15. | 「Keep on Rolling」                         | こだまさおり | 原田篤                            |

## DJCD
- ラジオ「あんさんぶるスターズ！ 〜夜闇の魔物に怯える子猫〜」DJCDコレクション
  - DJCDコレクション Trial Version（2015年12月29日先行販売[33]/2016年2月24日一般発売）
  - DJCDコレクション Vol.1（2016年3月23日発売）
  - DJCDコレクション Vol.2（2016年4月27日発売）
  - DJCDコレクション Vol.3（2016年5月25日発売）